# Фанкойл
Фанко́йл (фен-койл, вентиляторний конвектор) — теплообмінник, до якого подається тепло- або холодоносій (найчастіше вода) і за допомогою вбудованого вентилятора проганяється повітря, яке в залежності від температури води або нагрівається, або охолоджується. Сучасні фанкойли автоматично підтримують задану температуру, а також здійснюють очищення та підмішування свіжого повітря.
Фанкойл — є однією з найважливіших складових системи централізованого кондиціонування повітря.
Як за своїм зовнішнім виглядом, так і за функціональним призначенням фанкойли сильно нагадують внутрішні блоки спліт-систем, але замість зовнішнього блоку спліт-системи в фанкойлі використовується водоохолоджувальні машина чилер, а замість фреону — вода, яка подається з чілеру до фанкойлу через систему трубопроводів.
У зимовий період фанкойли здатні повністю замінити систему водяного опалення. Для цього до них подається гаряча вода через другий контур (чотирьохтрубні фанкойли) або робиться перемикання системи фанкойлів (двотрубні) з чілера на локальну котельню або бойлерну.

## Розміщення
Фанкойли розміщують безпосередньо в приміщенні. Залежно від місця установки — на підлозі, під стелею і т. д., розрізняють кілька видів фанкойлів:
- горизонтальне;
- вертикальне;
- касетне виконання;
- установка без корпусу;
- тощо.

Деякі фірми (Airwell) виготовляють фанкойли ідентично внутрішнім блокам спліт-систем .

## Варіанти обв'язки
Так як фанкойли можуть працювати і на нагрів і на охолодження, можливі кілька варіантів обв'язки:
- s2-трубна — коли роль тепло-і холодоносія виконує вода і допускається їхнє змішання (і, як варіант, пристрій з електронагрівачем і теплообмінником, що працює тільки на охолодження);
- s4-трубна обв'язка — коли холодоносій (наприклад, етиленгліколь) не може змішуватися з теплоносієм (водою).

## Потужність
Потужність фанкойлів по холоду коливається від 0,5 до 8,5 кВт, а по теплу — від 1,0 до 20,5 кВт. У них встановлюються малошумні (від 12 до 45 дБ) вентилятори, що мають до 7 швидкостей обертання. Всі фанкойли забезпечені фільтрами.